# Gemini (聊天機器人)
Gemini（前稱：Bard）是由Google開發的生成式人工智慧聊天機器人。它基于同名的Gemini系列大型语言模型。是應對OpenAI公司開發的ChatGPT聊天機器人的崛起而開發的。其在2023年3月以有限的規模推出，2023年5月擴展到更多個國家。2024年2月8日從Bard更名为Gemini。
最初基於LaMDA系列大型語言模型（LLM），後來基于PaLM2（LLM），现基于Gemini系列大型语言模型。

## 概要
Bard（現称Gemini）於2023年2月6日發佈，並於2023年3月21日推出，首批開放美國、英國的用戶申請加入等待名單。Bard的第一個版本是使用該公司在2021年發佈的LaMDA大型語言模型開發的。2023年4月10日，改用更強大的PaLM大型語言模型，以增強其運算能力並與ChatGPT競爭。2023年5月10日，PaLM被進一步更新為PaLM2，這次的更新實現了多語言翻譯與增強的邏輯推理能力。2023年5月10日舉行的Google開發者大會「Google I/O 2023」上，宣佈增加對日語和韓語的支援，並取消等待名單，且在更多個國家可用。2023年7月13日，Bard開始支援中文。2023年12月6日，Bard换用Gemini Pro大型语言模型，获得迄今为止对Bard最大的升级。得益于Gemini Pro模型，Bard在文本理解，总结、推理、编码及规划等方面获得了一定程度的加强。2024年2月8日，Bard更名为Gemini；并推出Gemini Advanced服务，让用户可以访问Google目前最先进的大型语言模型Gemini Ultra 1.0。

## 背景
2022年11月，OpenAI推出基於GPT-3大型語言模型的聊天機器人ChatGPT 引起了全球關注，成為了一個個爆紅現象。 Google高層對ChatGPT的潛在讓Google搜索的威脅感到憂慮，並發出「代碼紅色」警報，並重新指派了幾個團隊來協助公司的人工智能（AI）努力。 Google和母公司Alphabet的CEO 桑德爾·皮查伊被廣泛報導發出警報，但後來向《紐約時報》否認了這一點。 在2019年辭去了Alphabet共同CEO職務的，Google的聯合創始人拉里·佩奇和謝爾蓋·布林，不同尋常地被召集參加了與公司高層的緊急會議，討論ChatGPT對Google的威脅。 在那一年初，該公司推出了LLM原型LaMDA，但沒有對外公開發布。 在一次全體員工會議上有人詢問LaMDA是否對Google與ChatGPT競爭是一個錯失的機會時，Pichai和Google AI首席傑夫·迪恩表示：「雖然Google（谷歌）具有與ChatGPT類似的能力，但在人工智慧這個領域行動太快將對Google（谷歌）造成重大的「聲譽風險」，因為Google比OpenAI規模更大。」 2023年1月，DeepMind的CEO 傑米斯·哈薩比斯 暗示計劃推出一個與ChatGPT競爭的對手，並指示Google（谷歌）的員工加快發展ChatGPT競爭者，密集測試「Apprentice Bard」和其他聊天機器人。 Pichai在Google的季度盈利投資者電話會議中向投資者保證，公司有計劃擴大LaMDA的可用性和應用。

## 歷史

### 公告
2023年2月6日，Google宣布推出由LaMDA驅動的對話式生成人工智能聊天機器人Bard。 該產品首先向選定的1萬名「信任測試者」推出，並在月底進行廣泛發布。 Bard由產品負責人Jack Krawczyk監督，他將該產品描述為一種「協作人工智能服務」而非搜索引擎，而Pichai詳細介紹了Bard將如何融入Google搜索。 根據路透社的估算，如果將ChatGPT等類似的功能添加到Google，到2024年將使公司增加60億美元的額外開支，而研究和咨詢公司 SemiAnalysis則估計這將使Google增加30億美元的開支。 該技術是在代號「Atlas」下開發的，bard以凱爾特語中的說故事者名稱命名，以「反映該算法內部的創意性質」。 許多媒體機構和金融分析師將Google描述為「急於行動」，在Microsoft計劃於2月7日揭曉其與OpenAI合作将ChatGPT整合到其Microsoft Bing搜索引擎之前先發布Bard的公告，同時將其視為Google正在「追趕」微軟。 The Verge的Tom Warren和彭博社的Davey Alba指出，這事件標誌著這兩家大型科技公司將展開一場「搜索之爭」，在他們六年的「休戰」於2021年結束後； 衛報的Chris Stokel-Walker和Recode的Sara Morrison和投資公司Wedbush Securities的分析師Dan Ives稱此為兩家公司之間的一場人工智能的「軍備競賽」。
2月8日，Google巴黎舉行直播展示Bard後，Google的股價下跌了8％，相當於市值損失1000億美元，該直播的YouTube影片被設為私有。 許多觀眾還指出在演示中Bard在對查詢回答時給出關於詹姆斯·韋伯太空望遠鏡的不正確信息。 Google員工批評Pichai對Bard的「倉促」和「搞砸」的宣布，並在公司的內部論壇Memgen上表示抗議，而Futurism的Maggie Harrison則稱這次推出是「混亂的」。 Pichai通過表示Google已經「長時間深入地研究人工智能」來捍衛自己的行動，否認Bard的推出是膝反應。 Alphabet董事長約翰·軒尼詩承認Bard還沒有完全準備就緒，但他對技術的潛力感到興奮。
在詹姆斯·韋伯事件發生一週後，Pichai要求員工花兩到四個小時進行Bard的自用測試，而Google高管Prabhakar Raghavan鼓勵員工糾正Bard的任何錯誤。 有8萬名員工響應Pichai的號召。在接下來的幾周裡，Google員工在內部訊息中對Bard進行了廣泛的批評，引用了多種安全及道德上的擔憂，並呼籲公司領導層不要推出該服務。為了優先及跟上競爭對手，Google高管決定無論如何推出該產品，覆蓋了由其人工智慧倫理小組進行的不友好風險評估報告。 同月底，Pichai突然解雇了1萬2千名員工，原因是收入增長減緩，剩餘的員工通過分享梗圖和與Bard的幽默交流，徵求Bard對解雇的「意見」。 Google員工在3月中旬開始測試一個帶有更大參數的Bard的更高級版本，被稱為「Big Bard」。

### 推出
2023年3月21日Google開放了Bard的早期訪問，容量有限，只允許美國和英國的用戶加入等待名單。與Microsoft在Bing上的做法不同，Bard作為一個獨立的Web應用程序推出，其中包含一個文本框和免責聲明，並表示該聊天機器人「可能顯示不準確或冒犯性的內容，不代表Google的觀點」。然後，每個問題會提供三個回答，用戶可以提交對每個答案有用程度的反饋。Google副總裁Sissie Hsiao和Eli Collins將Bard視為對Google搜索的補充，並表示該公司尚未確定如何使該服務盈利。 獲得早期訪問權限的人包括參加Google的「Pixel Superfans忠誠計劃」的人，包含Google Pixel和Google Nest設備的用戶，以及Google One訂閱者。
Bard是由Google聘請的第三方承包商培訓，包括Appen和Accenture的工作人員，據商業內幕和彭博社的報導，這些工作人員承受著極大的壓力，過度工作且待遇不公。 Bard在初次推出後不久，Google對其虛擬助手團隊進行了重組，並將重心轉向了Bard。 Google研究員Jacob Devlin在聲稱Bard暗中利用了ChatGPT的數據後辭去了Google的職務；Google否認了這些指控。 3月31，Pichai日透露，公司打算通過基於Google的新型更強大的LLM PaLM而不是LaMDA來「升級」 Bard。 在同一天，Krawczyk宣布Google為Bard添加了「數學及邏輯功能」。 4月，Bard增加了協助編程的功能，推出時與20多種編程語言兼容。微軟開始在開發者版Edge瀏覽器的地址欄上運行廣告，鼓勵用戶每次訪問Bard Web應用程序時嘗試Bing。Google正在努力將Bard整合到其ChromeOS操作系統和Pixel設備中。
在2023年5月的年度Google I/O主題演講中，Pichai和Hsiao宣布了一系列Bard的更新，包括採用PaLM 2，與其他Google產品和第三方服務整合，擴展到180個國家，支持更多語言以及新功能。擴展推出未包括歐盟的任何國家，可能反映出對通用數據保護條例的遵從擔憂。擁有Google Workspace帳戶的用戶也獲得了訪問權限。6月，Google試圖將Bard推出到歐州，但遭到了愛爾蘭Data Protection Commission的阻擋，後者要求該公司提交一份「數據保護影響評估」。7月，Google在歐州和巴西推出了Bard，增加了幾十種新語言，並引入了多種新的個性化和生產力功能。
2024年2月8日，Bard更名为Gemini。同時Google推出Gemini的影像生成功能。Gemini的影像生成功能推出不久後，Gemini卻因為過度政治正確生成了諸如多張有色人種納粹士兵以及有色人種美國開國元勳的圖像。很快Google宣布暫停Gemini生成人像功能。
2024年12月11日，Google发布了首個Gemini 2.0系列的人工智能模型，即Gemini 2.0 Flash。2025年3月25日，Gemini 2.5發佈。
2025年6月5日，Gemini 2.5 Pro發佈。

## 服务

### Google One AI Premium
2024年2月8日，Google推出了Google One AI Premium，它是一项订阅制付费计划，每月收费19.99美元。项目包括了Gemini Advanced及Google One Premium。
Gemini Advanced是Google One AI Premium订阅计划中的一部分，订阅者可以访问Google推出的大型语言模型Gemini语言模型的最新版。

### 应用程序
2024年2月8日，Google发布适用于Android系统的Gemini APP。此Android应用程序目前仅支持美国地区及英语，Google计划在未来几周支持更多地区及语言。
Android系统用户可在Google Play中下载Google Gemini APP。而iOS则使用Google APP访问Gemini。

## 反應
Bard在最初發布時收到了褒貶不一的評論。 The Verge的詹姆斯·文森特（James Vincent）認為Bard比ChatGPT及Bing更快，但他指出Bard缺乏類似Bing的準確性，既是一種祝福又是一種詛咒。這鼓勵Google在嘗試人工智能時更加大膽。 他的同事大衛·皮爾斯（David Pierce）對Bard無趣且有時不準確的回答感到印象深刻，他補充說，儘管Google宣稱Bard不是搜索引擎，但其用戶界面和搜索引擎相似，這可能會給Google帶來問題。 紐約時報的Cade Metz稱讚Bard比ChatGPT有著「更謹慎」的處理能力，而Vox的Shirin Ghaffary稱其回答乾燥而無爭議，這是由於其回答的保守性質。 在與Hsiao、Google高級副總裁詹姆斯·馬尼卡（James Manyika）和Pichai在60 分鐘的訪談中，CBS News記者Scott Pelley發現Bard讓人感到「不安」。賓夕法尼亞大學沃頓商學院副教授伊桑·莫利克（Ethan Mollick）對Bard的藝術能力感到失望。 紐約時報後來進行了一項測試，測試ChatGPT和Bard處理人類助手任務所需的能力，並得出結論，ChatGPT的表現遠遠優於Bard。評估新聞文章的可信度的工具NewsGuard發現Bard在揭穿已知陰謀論方面比ChatGPT更有技巧。